# George Sanders
George Henry Sanders, född 3 juli 1906 i Sankt Petersburg, död 25 april 1972 i Castelldefels utanför Barcelona, var en brittisk-amerikansk skådespelare och sångare. Sanders skådespelarkarriär spände över drygt fyra decennier. Sanders hade en kultiverad, cynisk framtoning och fick ofta spela nazist, skurk eller lymmel. Han belönades med en Oscar 1950 för sin roll i Allt om Eva och var den första Oscarsvinnande skådespelaren som lånade ut sin röst till en Disneyfilm när han fick göra Shere Khan i Djungelboken.

## Biografi
Sanders föddes av engelska föräldrar och familjen återvände till England under ryska revolutionen. Sanders scendebuterade i början på 1930-talet och han gjorde några filmer i England. Han kom till Hollywood 1936.
Hans brittiska överklassaccent och basröst renderade honom ofta roller som sofistikerade men skurkaktiga karaktärer. Sanders är känd för roller som Jack Favell i Rebecca (1940), Scott ffolliott i Utrikeskorrespondenten (1940) (en ovanlig hjälteroll), Charles Strickland i Månen och silverslanten (1942), Lord Henry Wotton i Dorian Grays porträtt (1945), Addison DeWitt i Allt om Eva (1950), för vilken han erhöll en Oscar, Sir Brian De Bois-Guilbert i Ivanhoe – den svarte riddaren (1952), Rikard Lejonhjärta i Rikard Lejonhjärta (1954), Frysaren i några avsnitt av serien Läderlappen (1966), rösten till den lömske människohatande tigern Shere Khan i Djungelboken (1967) och som Simon Templar, "Helgonet", i fem filmer 1939-1941. Han har för sin karriär förärats med två stjärnor på Hollywood Walk of Fame i kategorierna film och TV.
Han var gift fyra gånger. Hans andra hustru (1949-1957) var Zsa Zsa Gabor och hans fjärde var hennes syster Magda Gabor.
1972 fann man hans kropp på ett hotellrum i Barcelona. Han efterlämnade ett brev, där han skrev att han var uttråkad och hade enligt sig själv levt tillräckligt länge och att det var främsta orsakerna till att han tagit sitt liv, genom en överdos sömntabletter.

## Filmografi i urval
- 1936 – Lloyd's of London
- 1936 – Mannen som kunde göra underverk
- 1937 – Åh, en sån fästman!
- 1939 – Helgonet: gott nytt mord
- 1939 – The Saint in London
- 1940 – Förbannelsens hus
- 1940 – Helgonets dubbelgångare
- 1940 – Rebecca
- 1940 – Utrikeskorrespondenten
- 1942 – Flykten till Söderhavet
- 1942 – Manhattan
- 1942 – Månen och silverslanten
- 1942 – Falkens sista bragd
- 1944 – Hämnaren
- 1945 – Dorian Grays porträtt
- 1945 – Mörkrets ängel
- 1945 – Om tankar kunde döda
- 1946 – Den onda ängeln
- 1946 – En skandal i Paris
- 1947 – Alltid Amber
- 1947 – Lockfågeln
- 1947 – Spöket och Mrs. Muir
- 1949 – Solfjädern
- 1949 – Simson och Delila
- 1949 – Black Jack
- 1950 – Allt om Eva
- 1951 – Kvinna till salu
- 1952 – Ivanhoe – den svarte riddaren
- 1954 – Resa till Italien
- 1954 – Rikard Lejonhjärta
- 1955 – Jupiters älskling
- 1955 – Slottet i skuggan
- 1956 – Det femte offret
- 1960 – De fördömdas by
- 1964 – Skott i mörkret
- 1965 – Ett lättfärdigt stycke
- 1966 – Läderlappen (TV-serie)
- 1967 – Djungelboken (röst)
- 1967 – Good Times
- 1967 – Polis i skottlinjen
- 1970 – Brevet till Kreml
- 1972 – Oändlig natt
- 1973 – Psychomania